# Shumpei Sakakibara
 Shumpei Sakakibara (* 26. Oktober 1926 in Kobe) ist ein japanischer Chemiker (Peptid-Synthese).
Sakakibara studierte an der Universität Osaka bei Shiro Akabori mit dem Abschluss 1951 und er promovierte dort auch. Als Post-Doktorand war er 1960 bis 1962 bei George Hess an der Cornell University. Nach der Rückkehr nach Osaka wurde er Leiter des Peptid-Zentrums am Institut für Proteinforschung als Assistenzprofessor. 1971 verließ er die Universität und organisierte das Peptide Institute innerhalb der Protein Research Foundation und war dessen Forschungsdirektor.  Er war ab 1977 Gründer und erster Präsident der Firma Peptide Institute Inc. (außerhalb der Protein Research Foundation) in Osaka. Die Firma synthetisierte und verbreitete zahlreiche biologisch aktive Peptide.
1965 führte er mit Yasutsugu Shimonishi flüssigen Fluorwasserstoff in die Peptidsynthese ein zur Entfernung von Schutzgruppen.
Sakakibara entwickelte ab 1981 alternativ zur gängigen Peptid-Synthese in Festkörperphase eine Methode der Peptidsynthese in Lösung. Sie ist auch bei größeren (100 und mehr Aminosäuren) und komplexeren Peptiden anwendbar, bei der gängige Verfahren versagen. Ein Problem war geeignete Lösungsmittel zu finden auch für die Zwischenprodukte und ein weiteres geeignete Reinigungsverfahren zu finden.
Ihm gelang z. B. die Totalsynthese von humanem Parathyroidhormon (PTH) mit 86 Aminosäuren (1982) und Cholecystokinin-33 des Schweins (1987) mit 33 Aminosäuren.
1995 erhielt er den Ralph F. Hirschmann Award in Peptide Chemistry, 1996 die Max-Bergmann-Medaille (für Synthese von Proteinen in Lösung), 1997 den R. Bruce Merrifield Award und 1998 den Josef Rudinger Memorial Award.

## Schriften
- Synthesis of large peptides in solution, Biopolymers, Band 37, 1995, S. 17–28
- Chemical Synthesis of Proteins in Solution, Biopolymers, Band 51, 1999, Nr. 4, S. 279–296